# Johann Friedrich Peter Dreves
Johann Friedrich Peter Dreves (* 28. Februar 1772 in Waren (Müritz); † 6. August 1816 in Hamburg) war ein deutscher Botaniker.

## Leben
Johann Friedrich Peter Dreves war einer der Söhne des Kantors in Waren, späteren Pastors in Döbbersen und Präpositus in Boizenburg Simon Peter Christian Dreves (1744–1814). Nach dem Schulbesuch an den Lebensstationen des Vaters und in Kloster Berge studierte Dreves Theologie an der Universität Jena. Er wurde Hauslehrer in Hamburg und betätigte sich als Botaniker. Seine illustrierten Getreue Abbildungen und Zergliederungen deutscher Gewächse in Zusammenarbeit mit Friedrich Gottlob Hayne erschienen ab 1798 in fünf Bänden, 28 Teilen mit insgesamt 152 Kupferstichen von Johann Stephan Capieux.
Der mecklenburgische Advokat Detlev Friedrich Dreves, der Theologe Georg Johann Simon Dreves sowie der Hamburger Kaufmann und Kommissionsrat Johann Karl Dreves waren seine Brüder. Der Dichterjurist Leberecht Dreves war sein Neffe.

## Schriften
- Botanisches Bilderbuch für die Jugend und Freunde der Pflanzenkunde. 5 Bände, 1794–1805(?), zusammen mit Friedrich Gottlob Hayne
  - Band 1, Hefte 1-6 (1794) Digitale Bibliothek Elbing (1,1-6); BSB München (1,1-2; 4-6)
  - Band 2, Hefte 1-6 (1795) Digitale Bibliothek Elbing (2,1-6); BSB München (2,1-6)
  - Band 3, Hefte 1-5(?) (1798) Digitale Bibliothek Elbing (3,2-4); BSB München (3,1-5)
  - Band 4, Hefte 1-6 (1801) Digitale Bibliothek Elbing (4,1-6); BSB München (4,1-3; 5-6)
  - Band 5, Hefte 1-3(?) (1805?) Digitale Bibliothek Elbing (5,1+3), SLUB Dresden (5,1+3)
    - H. 1 = S. 1-32 & Tf. 133-137 / H. 3 = S. 63-92 & Tf. 143-147
    - Erscheinungsjahr 1805 abgeleitet von der Datierung auf einigen Tafeln in Heft 3
    - Ex. der SBB Berlin hat noch folgende Textseiten: H. 2 = 33-34, 39-42, 45-46, 51-52, 57-58 sowie H. 4 = 93-94, 99-100, 105-106; sämtliche Kupfertafeln fehlen im Ex. der SBB
- Verzeichniß der von Joh. Friedr. Peter Dreves gesammelten auserlesenen, gut erhaltenen und gebundenen Bücher, Schniebes, Hamburg [1818] (postmortem)